# 빛자루
빛자루는 안랩에서 만든 통합 보안 솔루션이다. 대한민국 개인 사용자들에게는 무료로 배포되었으며 V3 인터넷 시큐리티 2007과 기능이 유사하다. 개인 방화벽이나 웹하드 등 일반 무료 백신에서는 제공받지 못하던 기능을 받을 수 있다. 2009년 3월 1일 빛자루 서비스의 신규 사용이 종료되었으며, 현재 엔진 파일 업데이트도 종료되었다.